# Lumír Písarský
Lumír Písarský (15. února 1923 Janovice – 26. července 1971 Hranice) byl československý důstojník a tankový velitel v období druhé světové války.

## Život

### Před druhou světovou válkou
Lumír Písarský se narodil 15. února 1923 v Janovicích na Frýdecko-Místecku v rodině Stanislava Písarského a Marie, rozené Lehárové. Mládí strávil v ostravských Radvanicích. Poté, co absolvoval čtyři ročníky obecné školy, vystudoval reálné gymnázium v Českém Těšíně.

### Druhá světová válka
Po německé okupaci v březnu 1939 vstoupil Lumír Písarský do protinacistického odboje jako spojka pracující pro Obranu národa. Mezi bývalé vojáky jej přivedly kontakty získané během předvojenské přípravy absolvované na gymnáziu. Protože začalo gestapo odbojářům šlapat na paty, pokusil se Lumír Písarský ilegálně opustit Protektorát Čechy a Morava. První pokus nevyšel, byl zatčen a vyslýchán, po propuštění byl ale už úspěšný. Přihlásil se do nově vznikající československé zahraniční jednotky v Krakově, musel ale zalhat o věku (o čtyři roky), datu maturity a o absolvování řádné prezenční vojenské služby. Po pádu Polska v září 1939 skončil společně s dalšími v sovětské internaci.

#### V Gulagu
Dne 3. listopadu 1939 byl Lumír Písarský za nejasných okolností zatčen příslušníky NKVD, odvezen do Moskvy a 10. června 1940 odsouzen k osmi letům nucených prací. Odvezen byl do pracovního tábora v Magadanské oblasti. Zde pracoval ve zlatých dolech, následně ve Vladivostockém přístavu, kde utrpěl pracovní úraz. Během léčby si ho povšiml tamní zdravotní pracovník a zařídil mu absolvování zdravotnického kurzu, po kterém mezi lety 1940 a 1941 následovalo studium na střední zdravotnické škole. K 19. únoru 1942 byl propuštěn, ale ještě pět měsíců musel pracovat jako zdravotník v pracovním táboře v Magadanu.

#### Československá armáda v SSSR
V červenci 1942 se Lumír Písarský přesunul z dálného východu do Buzuluku, kde vznikala nová zahraniční jednotka Československé armády. Po absolvování výcviku se zúčastnil bitvy u Sokolova na pozici velitele družstva a byl vážně raněn. Do května 1943 se léčil v Tambově, poté byl zařazen do tankistického kurzu tamtéž, po jehož absolvování získal kvalifikaci velitele tanku. Po návratu k jednotce zastával funkci velitele čety a zároveň velitele tanku T-34/76. Posádka se vyznamenala během bitvy o Kyjev a zúčastnila se Žytomyrsko-berdyčevské a Korsuň-ševčenkovské operace. Po vzniku 1. československého tankového pluku v dubnu 1944 zastával místa velitele roty. Během Karpatsko-dukelské operace jako jediný přežil 22. září 1944 těžký zásah tanku panzerfaustem. Po návratu z lazaretu dočasně převzal velení 3. praporu po padlém ppor. Rudolfu Jasiokovi, po návratu řádného velitele npor. Richarda Tesaříka po zranění se stal jeho zástupcem. V únoru 1945 se zúčastnil Ostravské operace, během které opět přežil zničení svého tanku.

### Po druhé světové válce
V létě 1945 se Lumír Písarský jako tankista účastnil zajišťování hranic na Těšínsku, kde došlo ke sporu s Polskem. V srpnu téhož roku nastoupil na Vojenskou akademii v Hranicích jako instruktor řidičského a bojového výcviku tankových vojsk. V roce 1947 se oženil. Po odchodu z akademie v roce 1949 zastával posty velitelů vojenských výcvikových prostorů. Začal bojovat s migrénami a depresemi. Z armády odešel v roce 1955 v hodnosti plukovníka. Žil v ústraní, odloučil se i od své rodiny. Svým stavům nakonec podlehl a 27. července 1971 spáchal v Hranicích sebevraždu.

## Vyznamenání
- 1943, 2x 1944 a 1945 Československý válečný kříž 1939
- 1943 Medaile za odvahu (SSSR)
- 1943 Řád vlastenecké války I. stupně
- 1944 Pamětní medaile československé armády v zahraničí
- 1944 Řád rudého praporu
- 1945 Československá medaile za zásluhy I. stupně
- 1945 Československá medaile Za chrabrost před nepřítelem
- 1945 Řád rudé hvězdy (SSSR)
- 1946 Medaile za vítězství nad Německem ve Velké vlastenecké válce 1941–1945
- Československý velitelský řád Jana Žižky z Trocnova
- Sokolovská pamětní medaile
- Dukelská pamětní medaile